# The Damned Things
I The Damned Things sono un supergruppo metal fondato da Joe Trohman e Andy Hurley dei Fall Out Boy, Scott Ian degli Anthrax, Rob Caggiano dei Volbeat, e Keith Buckley e Josh Newton dei Every Time I Die. Il nome della band è ispirato al testo della versione degli anni '70 di Black Betty fatta dai Ram Jam.

## Storia
Il gruppo parte nel 2007 quando Joe Trohman e Scott Ian iniziano a scrivere dei pezzi insieme. Subito dopo chiamarono Keith Buckley e Andy Hurley per dare una voce e un ritmo alle loro composizioni.
La band fece il suo debutto dal vivo alla famosa "Knitting Factory" di Brooklyn (New York) il 1º giugno 2010 e subito dopo (10 giugno) all'Heaven di Londra. Il primo singolo del gruppo è "We've Got a Situation" pubblicato in formato digitale su iTunes il 25 ottobre 2010. Le canzoni "Ironiclast" e "We've Got a Situation Here" sono state anche stampate sia in vinile (7") che su CD e vendute a partire dal 26 novembre 2010, nei negozi "Metal Club". Il 21 ottobre 2010, la band pubblica la canzone "Friday Night (Going Down In Flames)" sulle loro pagine ufficiali di Facebook e Myspace, assieme alla copertina del futuro disco.
Il 29 novembre 2010, pubblicano la canzone "Little Darling" e la postano in streaming gratuito sul sito AbsolutePunk.net.
L'album di debutto Ironiclast è stato pubblicato il 14 dicembre 2010 dalla Island Records.

## Formazione

### Formazione attuale
- Keith Buckley – voce (2009–presente)
- Joe Trohman – chitarra ritmica, chitarra solista, cori (2009–presente)
- Scott Ian – chitarra ritmica, cori (2009–presente)
- Andy Hurley – batteria e percussioni (2009–presente)
- Dan Andriano – basso (2019–presente)

### Ex componenti
- Josh Newton – basso (2010–2019)
- Rob Caggiano – chitarra ritmica, chitarra solista, cori (2009–2019)

## Discografia

### Album
- 2010 - Ironiclast
- 2019 - High Crimes

### Singoli
- 2010 - We've Got a Situation Here
- 2011 - Friday Night (Going Down in Flames)